# Stefanuskerk (Westerbork)
De Stefanuskerk is een gotische kerk in de Drentse plaats Westerbork. In 1206 wordt de capella de Burch genoemd die dan onder de kerk van Beilen valt. Later wordt deze kapel een zelfstandige parochiekerk.

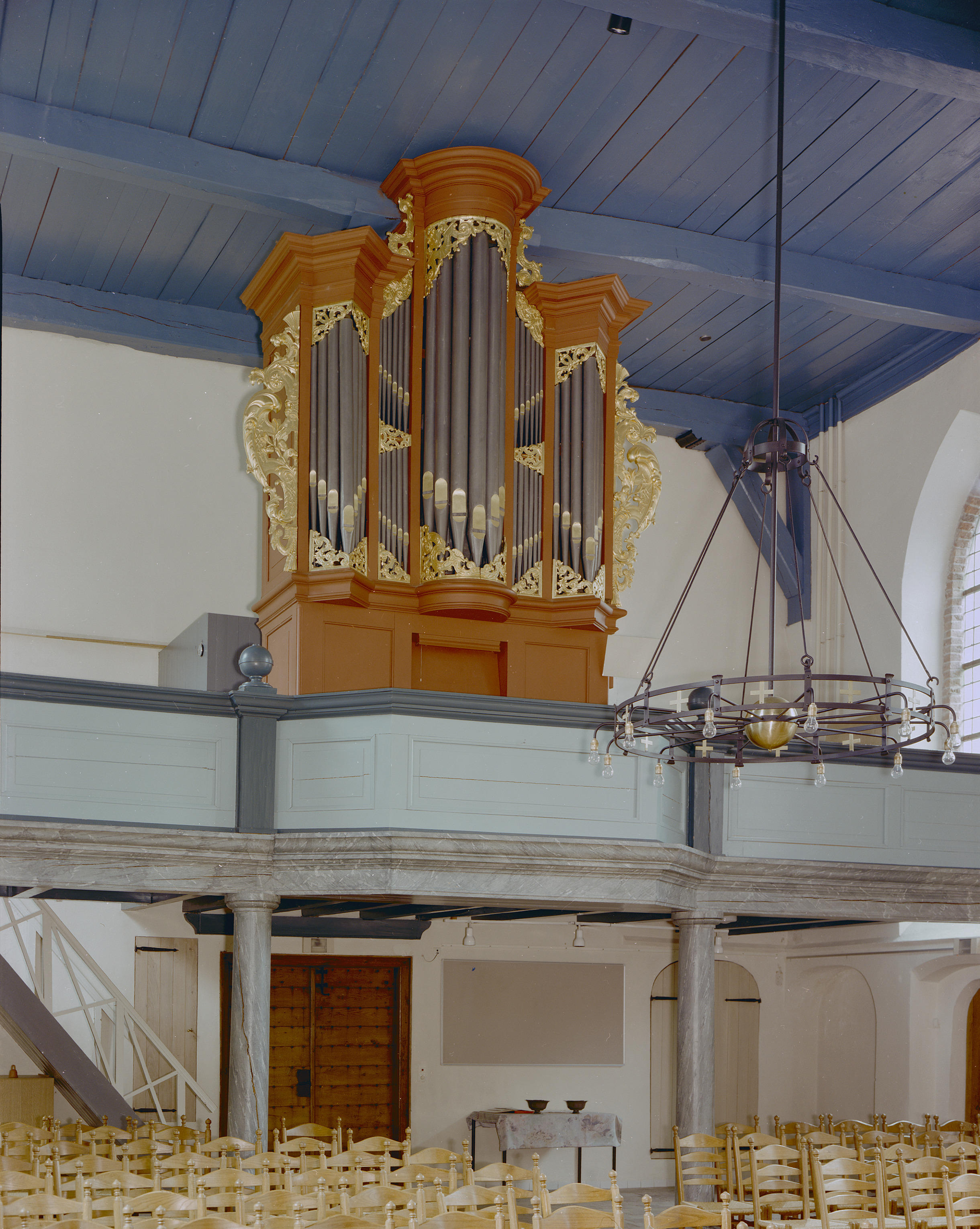
Het Müller-orgel uit 1726 dat P. van Oeckelen in 1862 in de Stefanuskerk geplaatst heeft

De kerk van Westerbork werd gebouwd in het begin van de 15e eeuw, als opvolger van een houten voorganger. De toren is al eerder gebouwd. Het onderste deel van de toren dateert uit de 13e eeuw. Later, in 1778, is het bovendeel van de toren gebouwd.
De kerk werd gewijd aan de martelaar Stefanus, net als de moederkerk te Beilen. Na de overdracht van de kerk rond 1600 aan de protestanten raakte deze naam wat in de vergetelheid. Sinds 2007 draagt de kerk weer officieel de naam Stefanuskerk.
De avondmaaltafel is vervaardigd in de 17e eeuw en de preekstoel in 1778. Het orgel is in 1726 door Christian Müller en Johann Michael Schwartsburg gebouwd voor de Sint-Martinuskerk van Beetgum. Toen Petrus van Oeckelen voor die kerk een nieuw orgel bouwde, verplaatste hij het oude instrument in 1862 naar Westerbork.
In de kerk bevinden zich diverse schilderijen van Reinhart Dozy, die in het nabijgelegen Elp van 1939 tot zijn overlijden in 1947 woonde. Hij schilderde de kerkgang van vrouwen in Drentse klederdracht.

## Valkengeld
Zowel het zegel van de kerk als het wapen van de voormalige gemeente Westerbork bevatten een witte valk. Dit is een verwijzing naar het zogenaamde valkengeld dat de kerk van Westerbork samen met de moederkerk in Beilen jaarlijks moest betalen voor de afdracht van een witte valk aan de bisschop van Utrecht.